# Let Forever Be
Let Forever Be is een nummer van The Chemical Brothers, uitgebracht op 2 augustus 1999 door het platenlabel Virgin. Het nummer behaalde de 9e positie in de UK Singles Chart.